# Agylla culminicola
Agylla culminicola är en fjärilsart som beskrevs av Walter Karl Johann Roepke 1948. Agylla culminicola ingår i släktet Agylla och familjen björnspinnare. Inga underarter finns listade i Catalogue of Life.